# 코제

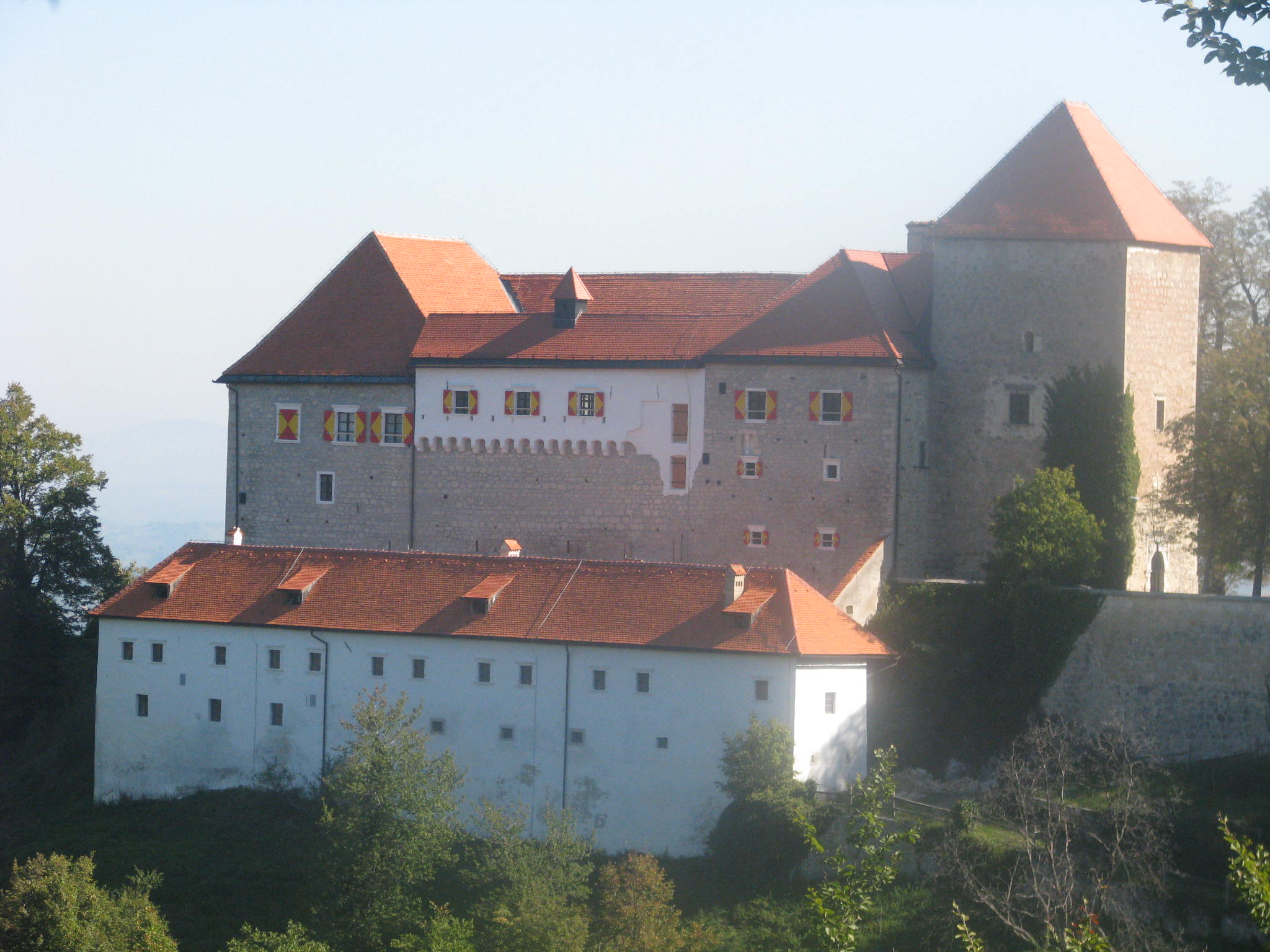
코제에 위치한 성

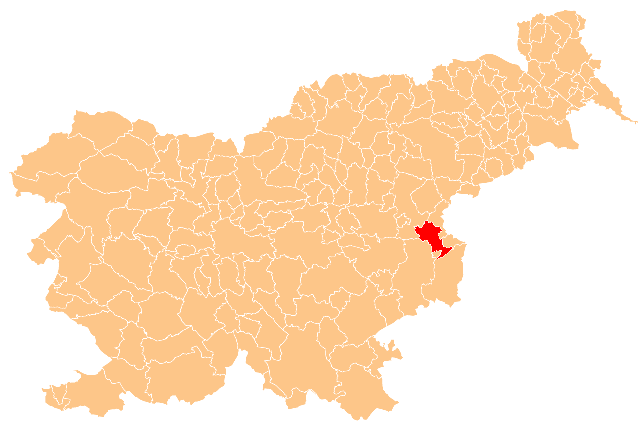
코제의 위치

코제(슬로베니아어: Kozje, 독일어: Drachenburg 드라헨부르크[*])는 슬로베니아의 도시로 면적은 89.7km2, 인구는 3,406명(2002년 기준), 인구 밀도는 38명/km2이다.